# Aldo Dezi
Aldo Dezi, né le 26 juin 1939  à Castel Gandolfo, est un céiste italien. 

## Biographie
Aldo Dezi participe aux Jeux olympiques d'été de 1960 dans l'épreuve du 1 000 mètres canoë biplace et remporte la médaille d'argent avec son coéquipier Francesco La Macchia.

## Palmarès

### Jeux olympiques
- Jeux olympiques de 1960 à Rome,  Italie
  -  Médaille d'argent.